# Jon Preston
Pour les articles homonymes, voir Preston.
Pas d'image ? Cliquez ici

a Compétitions nationales et continentales officielles uniquement.

b Matchs officiels uniquement.
Dernière mise à jour le 3 décembre 2013.
Jon Paul Preston, né le 15 novembre 1967 à Dunedin, est un ancien joueur de rugby à XV néo-zélandais, évoluant au poste de demi de mêlée, entraîneur de rugby à XV et commentateur à la télévision. Il a notamment joué la Coupe du monde de rugby à XV 1991, où il a terminé troisième avec la Nouvelle-Zélande et a gagné une Bledisloe Cup en 1993. En club, il a joué pour les provinces de Canterbury et Wellington, avant de devenir professionnel en jouant pour les Hurricanes dans le Super 12 puis à Bath, dans la premiership anglaise.

## Biographie
Originaire de Dunedin, dans la région d'Otago, Jon Paul Preston grandit à Christchurch et y termine ses études au lycée de Saint Bede (en).
Avant qu'il ne choisisse le rugby, Preston montre beaucoup de talent pour le cricket, comme premier Batteur et fieldman. Il représente le Canterbury dans les catégories de jeunes vers la fin des années 1980, notamment comme douzième homme lors d'un match de Shell Trophy (en).

### Carrière amateur
Il est recruté en 1988 par la province de Canterbury, où il restera cinq ans. Il fait face à une concurrence importante, avec Graeme Bachop et à l'international Bruce Deans (en). 
En 1998, il fait partie des New Zealand Colts qui fait une tournée en Australie.
En 1991, son repositionnement en 10 en club et pour le New Zealand XV (contre l'Union Soviétique) et pour la Nouvelle-Zélande « B » (face à l'Australie « B ») convainc le sélectionneur des All Blacks de le sélectionner pour la Coupe du monde de rugby à XV 1991.
Il part en 1993 pour la province de Wellington et y reste également 5 ans.
Lors de ces 10 ans de championnat de province, Jon Preston participe à 94 matches et marque 798 points.

### Carrière avec les All Blacks
Alors qu'il n'est toujours qu'un joueur amateur de province, John Hart, le sélectionneur de l'équipe de Nouvelle-Zélande de rugby à XV l'appelle pour participer à la Coupe du monde de rugby à XV 1991 en Angleterre. Il fait ses débuts à Gloucester le 8 octobre 1991 contre les États-Unis (46 - 6), puis jouera le match pour la troisième place contre l'Écosse (13 - 6).
Après la Coupe du monde, il ne sera appelé, lors des six années suivantes, que de façon occasionnelle. Mais grâce à la très bonne précision de ses coups de pied et à la suite du remplacement de Simon Culhane, blessé, il est décisif grâce à deux pénalités difficiles lors du troisième et dernier match de la tournée de 1996 face à l'Afrique du Sud, et offre la première tournée victorieuse de la Nouvelle-Zélande sur le sol sud-africain.
Il joue son dernier match officiel avec les All Blacks le 22 novembre 1997 à Manchester contre l'Angleterre (25 - 8), puis son dernier match le 2 décembre 1997 contre l'équipe d'Angleterre « A » (30 - 19).

### Carrière professionnelle
En 1996, il devient professionnel en signant pour la franchise des Wellington Hurricanes qui participe au Super 12. Il y fait trois saisons au cours desquelles il joue 25 matches et marque 300 points.
En 1998, il part en Europe et signe un contrat de deux ans avec le club anglais de Bath. Il participe à 35 matches de premiership avec 357 points marqués et à 10 matches de H Cup pour 100 points inscrits.
Le 30 mai 2000, il est sélectionné pour jouer avec les Barbarians contre l'Écosse,.

### Carrière extra-sportive
En 2001, son contrat avec Bath prend fin et il rentre en Nouvelle-Zélande pour devenir commentateur sportif pour la chaîne Sky. Il met cette carrière en parenthèse en 2012, en acceptant un poste d'entraîneur.

## Carrière d'entraîneur
En 2012, il accepte l'offre de Jamie Joseph, entraîneur des Hurricanes, qui lui propose un poste d'entraîneur adjoint de la franchise pour la saison 2013 de Super 15.

## Statistiques

### En équipe nationale
De 1991 à 1997, Jon Preston compte 10 sélections avec les All-Blacks, inscrivant 34 points. Avec les Kiwis, il dispute une Coupe du monde en 1991.

## Palmarès comme joueur

### En club
- 3 participations au Super 12, de 1996 à 1998
  - 3e de la saison 1997 de Super 12 avec les Hurricanes
  - 25 matches, 300 points inscrits
- 3 participations au championnat d'Angleterre de 1998 à 2001
  - 2e du Championnat d'Angleterre de rugby à XV 1999-2000
  - 3e du Championnat d'Angleterre de rugby à XV 2000-2001
  - 35 marches, 357 points inscrits
- 2 participations à la H Cup de 1999 à 2001
  - 10 matches, 100 points inscrits

### En équipe nationale
- 3e de la Coupe du monde de rugby à XV 1991
- 1 Bledisloe Cup en 1993